# Quet-en-Beaumont
Quet-en-Beaumont là một xã thuộc tỉnh Isère trong vùng Rhône-Alpes đông nam nước Pháp. Xã này nằm ở khu vực có độ cao từ 581-1664 mét trên mực nước biển. Theo điều tra dân số năm 2006 của INSEE có dân số là 63 người.